# Le Lion-d'Angers
Le Lion-d'Angers is een gemeente in het Franse departement Maine-et-Loire in de regio Pays de la Loire. De plaats maakt deel uit van het arrondissement Segré. Le Lion-d'Angers telde op 1 januari 2016 4.965 inwoners.

## Geschiedenis
Le Lion-d'Angers valt sinds 22 maart 2015 onder het kanton Tiercé toen het kanton Le Lion-d'Angers, waar de gemeente daarvoor onder viel, werd opgeheven. Op 1 januari 2016 werd de gemeente Andigné opgeheven en aangehecht aan Le Lion-d'Angers.

## Geografie
De oppervlakte van Le Lion-d'Angers bedroeg op 1 januari 2016 41,11 vierkante kilometer; de bevolkingsdichtheid was toen 120,8 inwoners per km².

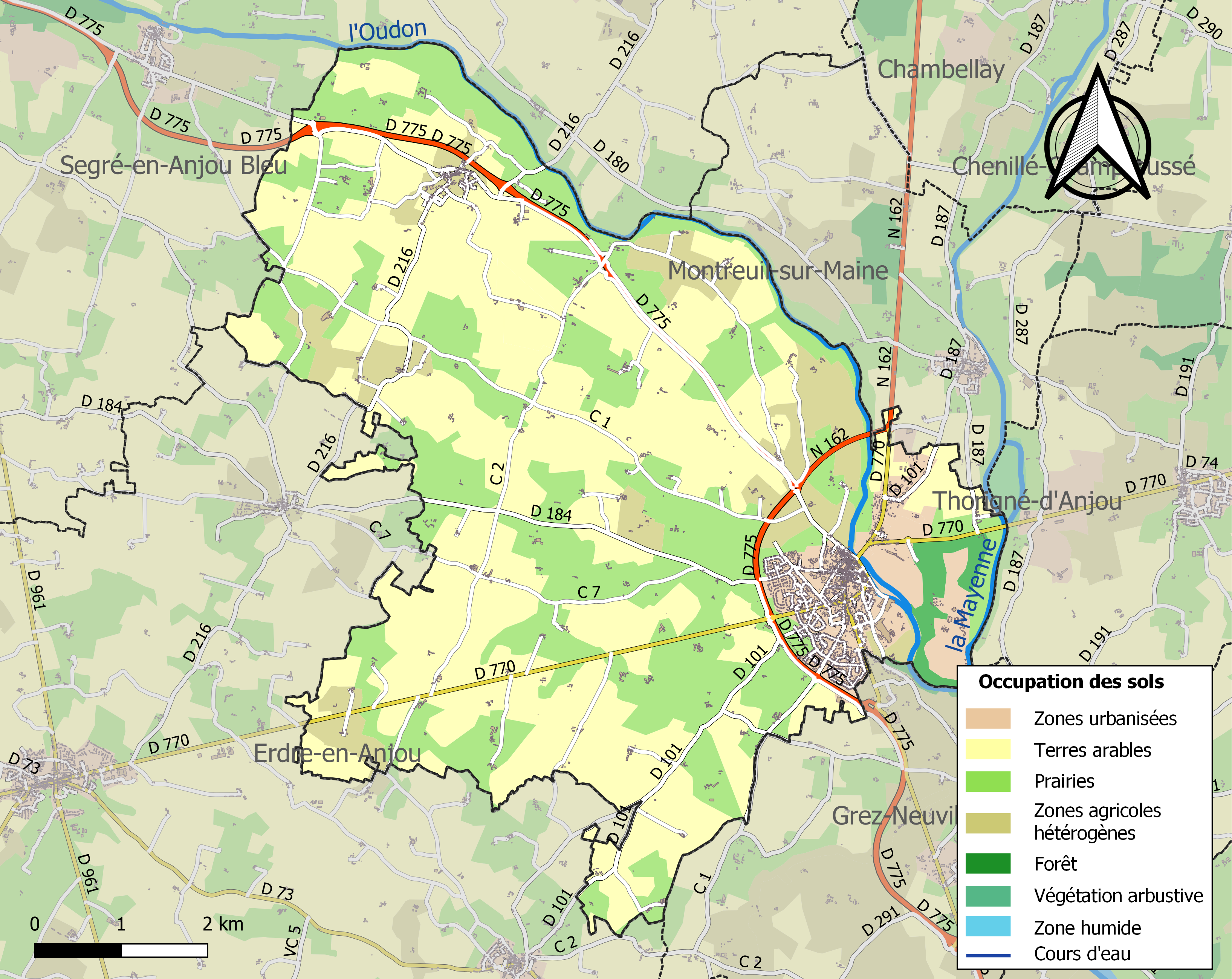
Kaart van de gemeente met de belangrijkste infrastructuur, bodemgebruik en omliggende gemeenten

## Demografie
Onderstaande figuur toont het verloop van het inwonertal (bron: INSEE-tellingen).